# Richard Gadd
Pour les articles homonymes, voir Gadd.
 (avril 2024).
La mise en forme du texte ne suit pas les recommandations de Wikipédia : il faut le « wikifier ».
Les points d'amélioration suivants sont les cas les plus fréquents. Le détail des points à revoir est peut-être précisé sur la page de discussion.
- Les titres sont pré-formatés par le logiciel. Ils ne sont ni en capitales, ni en gras.
- Le texte ne doit pas être écrit en capitales (les noms de famille non plus), ni en gras, ni en italique, ni en « petit »…
- Le gras n'est utilisé que pour surligner le titre de l'article dans l'introduction, une seule fois.
- L'italique est rarement utilisé : mots en langue étrangère, titres d'œuvres, noms de bateaux, etc.
- Les citations ne sont pas en italique mais en corps de texte normal. Elles sont entourées par des guillemets français : « et ».
- Les listes à puces sont à éviter, des paragraphes rédigés étant largement préférés. Les tableaux sont à réserver à la présentation de données structurées (résultats, etc.).
- Les appels de note de bas de page (petits chiffres en exposant, introduits par l'outil «  Source ») sont à placer entre la fin de phrase et le point final[comme ça].
- Les liens internes (vers d'autres articles de Wikipédia) sont à choisir avec parcimonie. Créez des liens vers des articles approfondissant le sujet. Les termes génériques sans rapport avec le sujet sont à éviter, ainsi que les répétitions de liens vers un même terme.
- Les liens externes sont à placer uniquement dans une section « Liens externes », à la fin de l'article. Ces liens sont à choisir avec parcimonie suivant les règles définies. Si un lien sert de source à l'article, son insertion dans le texte est à faire par les notes de bas de page.
- La présentation des références doit suivre les conventions bibliographiques. Il est recommandé d'utiliser les modèles {{Ouvrage}}, {{Chapitre}}, {{Article}}, {{Lien web}} et/ou {{Bibliographie}}. Le mode d'édition visuel peut mettre en forme automatiquement les références.
- Insérer une infobox (cadre d'informations à droite) n'est pas obligatoire pour parachever la mise en page.

Pour une aide détaillée, merci de consulter Aide:Wikification.
Si vous pensez que ces points ont été résolus, vous pouvez retirer ce bandeau et améliorer la mise en forme d'un autre article.
Richard Robert Steven Gadd, né le 11 mai 1989, est un écrivain, acteur et comédien écossais. Il a grandi dans le village de Wormit en Écosse, a été scolarisé au Madras College, puis a étudié la littérature anglaise ainsi que le théâtre à l’université de Glasgow. Il a créé et joué dans la mini-série dramatique Netflix 2024 Mon petit renne, basée sur son one-man show et sa réelle expérience.

## Carrière
Gadd a suivi une formation à l'Oxford School of Drama, terminant le cursus en un an en 2012. Les premiers spectacles de Gadd, Cheese & Crack Whores (2013), Breaking Gadd (2014) et Waiting for Gaddot (2015), ont tous été présentés pour la première fois au Festival d'Édimbourg et ont ensuite été joués au Soho Theatre de Londres. Waiting for Gaddot a remporté un Amused Moose Comedy Award en 2015 ainsi qu'un Scottish Comedy Award pour le meilleur spectacle solo en 2016. Il a également été nommé pour le Malcolm Hardee Award for Innovation et le Chortle Award for Innovation.
Le spectacle Fringe 2016 de Gadd , Monkey See Monkey Do, a remporté le Edinburgh Comedy Award  pour le meilleur spectacle comique et a également été nommé avec un Total Theatre Award pour l'innovation. Plus tard dans la même année, Gadd a remporté un Chortle Comedian's Comedian Award  et a été nommé pour un Off West End Theatre Award pour le meilleur interprète. Le spectacle a ensuite eu plusieurs tournées souvent complètes au Soho Theatre , a fait une tournée au Royaume-Uni et en Europe  et a été présenté au Melbourne International Comedy Festival, où il a été nommé pour le Barry Award 2017. En 2017, il a été diffusé sur Comedy Central dans le cadre de leur série Soho Theatre Live.
Le spectacle suivant de Gadd, Baby Reindeer, basé sur ses expériences de harcèlement, a été créé au Festival Fringe d'Édimbourg 2019. Il a remporté deux prix : le Scotsman Fringe First Award for New Writing  et un Stage Award for Acting Excellence. Le spectacle s'est ensuite poursuivi pendant cinq semaines au Bush Theatre de Londres  il a remporté un Off West End Theatre Award pour la meilleure conception vidéo, ainsi qu'une nomination dans la catégorie Meilleur interprète. Le spectacle a ensuite été transféré à l'Ambassador's Theatre dans le West End de Londres, mais a été annulé en raison de la pandémie de coronavirus. Quelques mois plus tard, le spectacle a remporté un prestigieux Olivier Award pour ses réalisations exceptionnelles dans le théâtre affilié. En 2024, Netflix a diffusé un drame de sept épisodes basé sur la pièce.
Gadd est également un acteur, avec Daniel Mays dans le drame unique de la BBC Two, nommé aux BAFTA 2017, Against the Law. D'autres crédits d'acteur incluent Clique de BBC Three, One Normal Night de Sky Arts, Code 404 de Sky One et Tripped d'E4. En tant que scénariste, Gadd a travaillé pour la série britannique Sex Education produite par Netflix et a écrit certains des épisodes d' Ultimate Worrier pour Dave ainsi que The Last Leg pour Channel 4, dont il était correspondant. Il a également diffusé plusieurs projets sur BBC Radio 4 et BBC Radio Scotland.

## Vie personnelle
Gadd s'identifie comme bisexuel. Il est ambassadeur de We Are Survivors, une organisation caritative britannique dédiée à aider les hommes victimes d'abus sexuels. Gadd lui-même a été victime d'abus sexuels.
De 2015 à 2017, Gadd a été harcelé par une femme plus âgée, dont il a relaté l'expérience dans son one-man show et dans la mini-série Mon petit renne, qu'il a lui-même réalisée et produite par Netflix.

## Distinctions

### Récompenses
- Emmy Awards 2024 : Meilleur acteur pour Mon petit renne

### Nominations
- Golden Globes 2025 : Meilleur acteur dans une mini-série ou un téléfilm pour Mon petit renne